# Museum voor vlakglas- en emaillekunst
Het Museum voor vlakglas- en emaillekunst was een particulier museum in de Noord-Brabantse stad Ravenstein, gevestigd aan Marktstraat 22 aldaar.
Het museum werd in 2005 geopend. Er waren steeds van samenstelling wisselende exposities van glaskunst (glas in lood, glasfusing en glasappliqué) en emaillekunst (panelen, objecten en sieraden) te zien.
In het museum werden demonstraties en workshops verzorgd met betrekking tot beide ambachtelijke kunstvormen. Er waren speciale programma's voor basisscholen en voortgezet onderwijs. Het beschikte over een bibliotheek waarin literatuur over glaskunst en emaillekunst wordt bijeengebracht.
Per november 2016 is het gebouw op de Markstraat in Ravenstein verkocht en is het museum op deze locatie gesloten. 